# Cedarburg (town)
Cedarburg – miasto w Stanach Zjednoczonych, w stanie Wisconsin, w hrabstwie Ozaukee.